# Ухарь-купец (фильм)
«Ухарь-купец» — немой художественный короткометражный фильм Василия Гончарова по мотивам одноимённой песни на стихи И. С. Никитина, созданный в 1909 году.
Первый цветной (раскрашенный от руки) фильм, снятый в России. Одна из первых художественных лент, снятых в России на московском отделении студии «Братья Пате».
Самый кассовый фильм года.
Фильм считался утерянным много лет, но в 2022 году был найден.

## Сюжет
Фильм снят по одноимённой народной песне о том, как во время кутежа парень покупает красивую дочь крестьянина.

## Создание
Режиссёром фильма значится Василий Гончаров, однако по воспоминаниям участников съёмок, постановку нескольких одновременно снимавшихся фильмов, среди которых был и «Ухарь-купец», осуществляли приехавшие из-за рубежа Кай Ганзен и Морис Гаш, а также Михаил Новиков. Вклад Гончарова в постановку этого фильма не вполне ясен.

## Показ
Фильм вышел на экраны в России 12 октября (29 сентября) 1909 года.
Под названием The Dashing Merchant прокатывался в Нью-Йорке с 25 февраля 1910 года.

## Пресса о фильме
Вчера во многих московских синематографах демонстрировали новую картину «Ухарь купец», снятую в Москве с труппой, специально составленной для этой пьесы. В некоторых синематографах демонстрация картины сопровождалась хоровым исполнением.

Вчера в «Эрмитаже» синематографом бр. Пате демонстрировалась картина «Ухарь-купец» написанная на сюжет известной песни. Картина сопровождается оркестровым исполнением и пением хора. Все вместе выходило красиво и, видимо, очень понравилось публике. «Обозрение» делает сборы.
Но какая разница — наши картины до войны и теперешние! Стоит вспомнить фильму на тему песни об «ухаре-купце», более омерзительного, некультурного изображения, кажется, никогда еще не видел экран.

-  Пётр Нилус. - Проектор. 1916. № 1/2. 5